# Браян Деннегі
Браян Деннегі (англ. Brian Dennehy; 9 липня 1938, Бриджпорт, штат Коннектикут, США — 15 квітня 2020, Нью-Гейвен) — американський актор кіно, театру і телебачення.

## Життєпис
Народився 9 липня 1938 року в Бріджпорті, штат Коннектикут.
Виріс в нью-йоркському кварталі Брукліна. Вступив до Колумбійського університету, де поєднував навчання з успішним виступом за студентську команду з американського футболу. Після отримання диплома бакалавра історії (1960) пішов служити в морську піхоту, віддавши армії США 5 років.  
Дебютував як актор в 1977 році невеликими ролями в телесеріалах «Коджак» і «Серпіко», потім отримав ролі в популярних серіалах «Династія», «Даллас», «Лу Грант». В 29 років дебютував у художніх фільмах «В очікуванні містера Гудбара» і «Полукрутий» (1977).  
Режисери і продюсери телевізійних серіалів експлуатували ірландську зовнішність Деннегі (188 см зріст, вага — під центнер, блакитні очі).  
Популярність прийшла до Деннегі після ролі серійного вбивці Джона Уейна Гейсі в телесеріалі «Спіймати вбивцю» (номінація премії «Еммі», як актор другого плану). А за роль Креклайта у фільмі Пітера Грінуея «Живіт архітектора» (1987) отримав нагороду на Чиказькому кінофестивалі.
В 90-і роки актор зіграв кілька етапних головних ролей: профспілкового лідера Джекі Прессера («Історія Джекі Прессера»), сержанта Ріда в однойменному телефільмі (тут же вперше пробує себе як со-продюсер, сценарист і режисер), і в численних детективних телестрічках, де вже грав не вбивць, а поліцейських. Різноманітнішим став і жанровий репертуар: головна роль в мелодрамі про пізнє кохання «Що минає життя)», одна з головних ролей в пустотливий комедії «Тюхтій Томмі» (1995), роль в сучасній екранізації Шекспіра «Ромео + Джульєтта» (1996).
На порозі тисячоліття вийшла телевізійна версія бродвейської постановки за п'єсою Артура Міллера «Смерть комівояжера», за виконання головної ролі Деннегі отримує заповітний «Золотий глобус» і в черговий раз номінувався на премію «Еммі».
З середини 90-х років активно виступає на сцені, з 1995 року — на Бродвеї. Отримав головну театральну нагороду «Тоні».
У послужному списку актора більш 180 ролей в кіно і на телебаченні, десятки сценічних образів у театр.
Деннегі помер в середу 15 квітня 2020 року від природних причин в Нью Гейвені, штат Коннектикут.

## Особисте життя
Двічі був одружений (Джудіт Шефф, 1959—1974; Дженніфер Арнотт, 1998 — до цього часу), двоє з дочок (Елізабет і Кетлін) обрали акторську кар'єру. Виховав також двох прийомних дітей — Кормак (1993 р.н.) і Сару (1995 р.н.).

## Вибіркова фільмографія
| Рік  |    | Українська назва          | Оригінальна назва         | Роль                             |
| ---- | -- | ------------------------- | ------------------------- | -------------------------------- |
| 1978 | ф  | «Крутий наполовину"       | Semi-Tough                | Ті-Джі Ламберт                   |
| 1978 | ф  | «Кулак»                   | F.I.S.T.                  | Френк Васко                      |
| 1980 | ф  | «Шепіт янголів»           | A Rumor of War            | сержант Нед Коулман              |
| 1982 | ф  | «Рембо: Перша кров»       | Rambo: First Blood        | шериф Вілл Тісл                  |
| 1983 | ф  | «Не кричи «вовк»»         | Never Cry Wolf            | Розі Літтл                       |
| 1985 | ф  | «Сільверадо»              | Silverado                 | шериф Кобб                       |
| 1985 | ф  | «Кокон»                   | Cocoon                    | Волтер                           |
| 1986 | ф  | «Орли юриспруденції»      | Legal Eagles              | Сі Джей Кавано                   |
| 1987 | ф  | «Бестселер»               | Best Seller               | Денніс Мічум                     |
| 1987 | ф  | «Живіт архітектора»       | The Belly of an Architect | Сторлі Креклайт                  |
| 1990 | ф  | «Останній з найкращих»    | The Last of the Finest    | Френк Дейлі                      |
| 1990 | ф  | «Презумпція невинності»   | Presumed Innocent         | Реймонд Хорґан                   |
| 1995 | ф  | «Тюхтій Томмі»            | Tommy Boy                 | Томас «Великий Том» Каллахан мл. |
| 1996 | ф  | «Ромео+Джульєта»          | Rómeo + Júliet            | Тед Капулетті                    |
| 1998 | тф | «Круїз жаху»              | Voyage of Terror          | Президент США                    |
| 2004 | ф  | «Вона ненавидить мене»    | She Hate Me               | Біллі Черч                       |
| 2005 | ф  | «Напад на 13-ту дільницю» | Assault on Precinct 13    | сержант Джаспер О'Ши             |
| 2006 | ф  | «Останній дарунок»        | The Ultimate Gift         | Гас                              |
| 2010 | ф  | «Три дні на втечу»        | The Next Three Days       | Джордж Бреннан                   |
| 2013 | тф | «Челленджер»              | The Challenger Disaster   | Вільям Роджерс                   |
| 2015 | ф  | «Лицар кубків»            | Knight of Cups            | Джозеф                           |
| 2019 | ф  | «Ти квач!»                | Tag                       | містер Кілліано                  |
| 2020 | ф  | «Син півдня»              | Son of the South          | Джозеф                           |